# Cori Bush
Cori Bush (St. Louis, 21 juli 1976) is een Amerikaans politicus voor de Democratische Partij, Black Lives Matter-activist en verpleegkundige. Sinds 3 januari 2021 zetelt ze namens St. Louis (Missouri) in het Huis van Afgevaardigden.

## Biografie
Bush werkte als kinderverzorger, verpleegkundige en predikante voor ze de stap zette naar de politiek. Na de dood van Michael Brown en de protesten in Ferguson (Missouri) werd ze een leider in de Black Lives Matter-beweging.
Ze is de moeder van twee kinderen. Kort na de geboorte van haar tweede kind was ze een tijdlang dakloos, hoewel ze werk had.

### Politieke carrière
In 2016 stelde Cori Bush zich kandidaat voor de senaatsverkiezing in Missouri. Ze werd tweede in de Democratische voorverkiezing.
Bush gooide zich in 2018 in de strijd om Lacy Clays zetel in het Huis van Afgevaardigden (1e congresdistrict van Missouri). Ze werd daarbij gesteund door Brand New Congress en Justice Democrats. Ze was een van de personen die de documentaire Knock Down the House (2019) volgde tijdens de verkiezingen van 2018. Met 36,9% van de stemmen verloor Bush van zittend congreslid Clay.

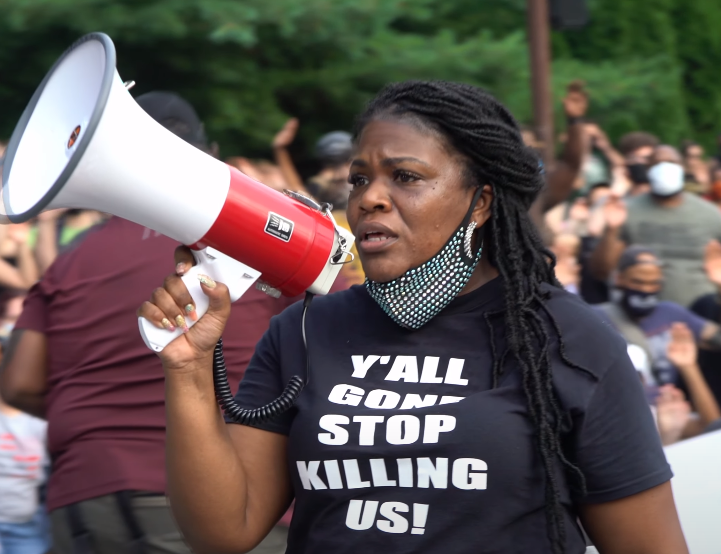
Cori Bush op een Black Lives Matter-demonstratie in St. Louis in juli 2020

Bij de Democratische voorverkiezingen in 2020 versloeg ze Clay wel, met 48,5% van de stemmen. Ze werd ditmaal gesteund door Justice Democrats, Brand New Congress, Sunrise Movement en onder andere door presidentskandidaat Bernie Sanders. In de algemene verkiezing haalde Bush 78,7% van de stemmen in het zeer Democratische 1e congresdistrict.
Bush heeft een uitgesproken progressief profiel en pleit onder meer voor Medicare for All, een minimumloon van 15 dollar, hervorming van politie en strafrecht en kwijtschelding van studieschulden. Ze is een lid van de Democratic Socialists of America (DSA).

#### Huis van Afgevaardigden
Bush legde de eed af op 3 januari 2021. Ze is de eerste Afro-Amerikaanse vrouw die Missouri vertegenwoordigt in het Huis van Afgevaardigden. Bij haar intrede in het Huis vervoegde Bush The Squad. Ze werd lid van de Congressional Progressive Caucus, vanaf 2021 de grootste groepering binnen de Democratische fractie, en zetelt in de juridische commissie van het Huis.
Op 11 januari 2021, na de bestorming van het Capitool door extreemrechts, diende Bush een resolutie in om alle Republikeinen te sanctioneren die de resultaten van de presidentsverkiezingen in november 2020 trachtten ongedaan te maken. Bij indienen had het voorstel 47 cosponsors, afgevaardigden die het voorstel steunen.
Op 6 augustus 2024 verloor Bush de voorverkiezing tegen de gematigde Wesley Bell. De pro-Israëlische lobbygroepen AIPAC en Democratic Majority for Israel besteedden grote sommen geld om Bush te verslaan.